# Таунсенд, Тиффани
Тиффани Таунсенд (англ. Tiffany Townsend; род. 14 июня 1989, Лейк-Сити, Флорида) — американская легкоатлетка, специалистка по бегу на короткие дистанции. Выступала за сборную США по лёгкой атлетике в 2008—2017 годах, обладательница двух серебряных медалей Всемирной Универсиады, чемпионка мира среди юниоров, бронзовая призёрка эстафетного чемпионата мира, победительница ряда крупных стартов международного и национального значения.

## Биография
Тиффани Таунсенд родилась 14 июня 1989 года в городе Лейк-Сити, штат Флорида. Имеет двух братьев, приходится кузиной олимпийской чемпионке Даннетт Янг.
Детство провела в Киллине, штат Техас, училась в местной старшей школе Killeen High School, здесь начала серьёзно заниматься лёгкой атлетикой и добилась первых успехов в спринтерских дисциплинах.
Продолжила спортивную карьеру в Университете Бэйлора, где училась на спортивного физиолога. В составе университетской легкоатлетической команды Baylor Bears успешно выступала на различных студенческих соревнованиях в США, в частности становилась призёркой чемпионата Национальной ассоциации студенческого спорта (NCAA) в беге на 200 метров.
Впервые заявила о себе на международном уровне в сезоне 2008 года, когда вошла в состав американской сборной и выступила на юниорском мировом первенстве в Быдгоще — финишировала пятой на дистанции 200 метров, тогда как в эстафете 4 × 100 метров вместе с соотечественницами одержала победу.
В 2010 году на молодёжном первенстве Северной и Центральной Америки и стран Карибского бассейна в Мирамаре превзошла всех соперниц в беге на 200 метров и завоевала золото в эстафете 4 × 100 метров.
В 2011 году в дисциплине 200 метров победила на Мемориале братьев Знаменских в Жуковском. Будучи студенткой, представляла США на Всемирной Универсиаде в Шэньчжэне, где завоевала серебряные награды в беге на 200 метров и в эстафете 4 × 100 метров.
Пыталась пройти отбор на Олимпийские игры 2012 года в Лондоне, однако на олимпийском отборочном турнире в Юджине не смогла пройти дальше стадии полуфиналов.
В июле 2013 года стала второй на этапе Бриллиантовой лиги в Монако, установив при этом свой личный рекорд в беге на 200 метров — 22,26.
Рассматривалась в числе кандидаток на участие в Олимпийских играх 2016 года в Рио-де-Жанейро, на олимпийском отборочном турнире в Юджине в дисциплинах 100 и 200 метров была восьмой и седьмой соответственно.
В 2017 году завоевала бронзовую награду в эстафете 4 × 200 метров на чемпионате мира по легкоатлетическим эстафетам в Нассау.
Завершила спортивную карьеру по окончании сезона 2018 года.